# Ass (álbum)
Ass es el cuarto álbum de estudio de la banda de rock británica Badfinger y su último álbum lanzado en Apple Records. La canción de apertura, "Apple of My Eye", se refiere a la banda que abandona el sello para comenzar su nuevo contrato con Warner Bros. Records.
La portada, que muestra a un burro persiguiendo una zanahoria distante, alude a los sentimientos de Badfinger de que Apple los había engañado. La portada fue pintada por el artista ganador de un premio Grammy, Peter Corriston, quien más tarde crearía portadas de álbumes para Led Zeppelin (Physical Graffiti) y los Rolling Stones (Some Girls, Tattoo You).

## Retrasos de grabación y liberación
Debido a la disputa sobre los derechos de autor de Joey Molland, Apple no dio crédito a los escritores individuales de las canciones en Ass, como Tom Evans por "Blind Owl", en cambio le dio crédito a la canción simplemente a "Badfinger".
Aunque las grabaciones para el álbum comenzaron en 1972, poco después del lanzamiento de Straight Up, Ass no se lanzó hasta el 26 de noviembre de 1973 en los Estados Unidos y en mayo de 1974 en el Reino Unido. El álbum originalmente se retrasó debido a la calidad de la producción, ya que la banda intentó producir el álbum ellos mismos después de que el productor Todd Rundgren abandonó el proyecto con solo dos canciones grabadas. Después de que el sello rechazara una primera versión del álbum, el ingeniero de Apple, Chris Thomas, fue contratado como productor por primera vez para mejorar las grabaciones en general y hacer nuevas selecciones de canciones.
El álbum se retrasó aún más cuando surgió un desacuerdo entre la administración de Apple y Badfinger sobre la publicación de derechos de autor. La mitad de las pistas en Ass fueron escritas por Joey Molland. Molland nunca firmó un acuerdo de publicación con Apple Music, a diferencia de sus tres compañeros de banda, que habían firmado dicho acuerdo de publicación cuando aún estaban en The Iveys. En su lugar, Molland asignó los derechos de autor individuales de sus canciones que fueron seleccionadas para los álbumes de Badfinger a Apple Music después de la producción. El entonces gerente de Badfinger, Stan Polley, intentó usar la falta de un acuerdo de publicación de Apple con Molland para bloquear el lanzamiento del álbum; le dijo a Molland que no aceptara ninguna asignación individual, y Molland lo hizo. Finalmente, para eludir la estrategia de Polley, Apple acreditó los créditos de todas las canciones de los lanzamientos de Ass y Reino Unido del álbum de Ass a "Badfinger", no al autor real de la canción.

## Música
El álbum fue descrito como power pop y hard rock.

## Lanzamiento
Ass alcanzó el número 122 en el Billboard 200 en los EE. UU. El sencillo "Apple of My Eye" solo alcanzó el puesto número 102 en la lista "Bubbling Under" de Billboard en Estados Unidos. El lanzamiento de Ass hizo que el primer álbum de la banda para Warner Bros. se retrasara. Después de que el álbum se eliminó del catálogo de Apple, una gran cantidad de copias con grandes descuentos aparecieron en contenedores de recortes en las tiendas de discos de EE. UU. Durante la década de 1970. La versión original del CD lanzada en la década de 1990 es ahora rara porque se reeditó solo en unos pocos países (Reino Unido, Canadá y Japón) por un período limitado. El álbum fue remasterizado y relanzado en 2010.
Unas pocas semanas antes del lanzamiento del CD de la década de 1990, se distribuyeron algunos casetes de C90 de Abbey Road Studios a Assket a un puñado de personas de la industria musical. En la lista de pistas de estos casetes aparece que originalmente se planeó que Ass tuviera cinco pistas adicionales: "Dreaming", "Piano Red", "Rock & Roll", "Regular" y "Do You Mind''. Esta idea fue claramente descartada, ya que "Do You Mind" fue el único incluido en esa versión del álbum. (Una versión diferente de esa canción apareció en la remasterización de 2010).
Ass fue el último álbum original de Apple que no fue de un ex-Beatle. A partir de entonces, solo los Beatles como solistas quedaron para lanzar discos en el sello Apple Records.
Fue calificado por AllMusic 2.5/5, Encyclopedia of Popular Music 2/5, Mojo 3/5, Uncut 3/5, Rolling Stone lo califico como favorable y Tom Hull como C+.

## Lista de canciones

### Lanzamiento original
Lado uno
1. "Apple of My Eye" (Pete Ham) – 3:06
2. "Get Away" (Joey Molland) – 3:59
3. "Icicles" (Molland) – 2:32
4. "The Winner" (Molland) – 3:18
5. "Blind Owl" (Tom Evans) – 3:00

Lado dos
1. "Constitution" (Molland) – 2:58
2. "When I Say" (Evans) – 3:05
3. "Cowboy" (Mike Gibbins) – 2:37
4. "I Can Love You" (Molland) – 3:33
5. "Timeless" (Ham) – 7:39

### Reedición de CD de 1992
Bonus track
1. "Do You Mind" (Molland) – 3:36

### Álbum remasterizado de 2010
Bonus tracks
1. "Do You Mind" [versión alternativa] (Molland) - 3:15
2. "Apple of My Eye" [mezcla inicial] (Ham) - 3:02
3. "Blind Owl" [versión alternativa] (Evans) - 2:52
4. "Regular" (Molland) - 2:39
5. "Timeless" [versión alternativa] (Ham) - 5:27

Bonus tracks complementarios con descarga digital
1. "Get Away" [versión alternativa] (Molland) - 3:32
2. "When I Say" [versión alternativa] (Evans) - 3:14
3. "The Winner" [versión alternativa] (Molland) - 3:15
4. "I Can Love You" [versión alternativa] (Molland) - 3:37
5. "Piano Red" [inédito] (Ham) - 3:31

## Personal
- Pete Ham – guitarras líder y rítmicas, teclados, voz (1, 10) y coros
- Tom Evans – bajo, voz (5, 7) y coros
- Joey Molland – voz (2–4, 6, 9) y coros, guitarras rítmicas y líder, teclados
- Mike Gibbins – batería, voz (8) y coros